# Betim

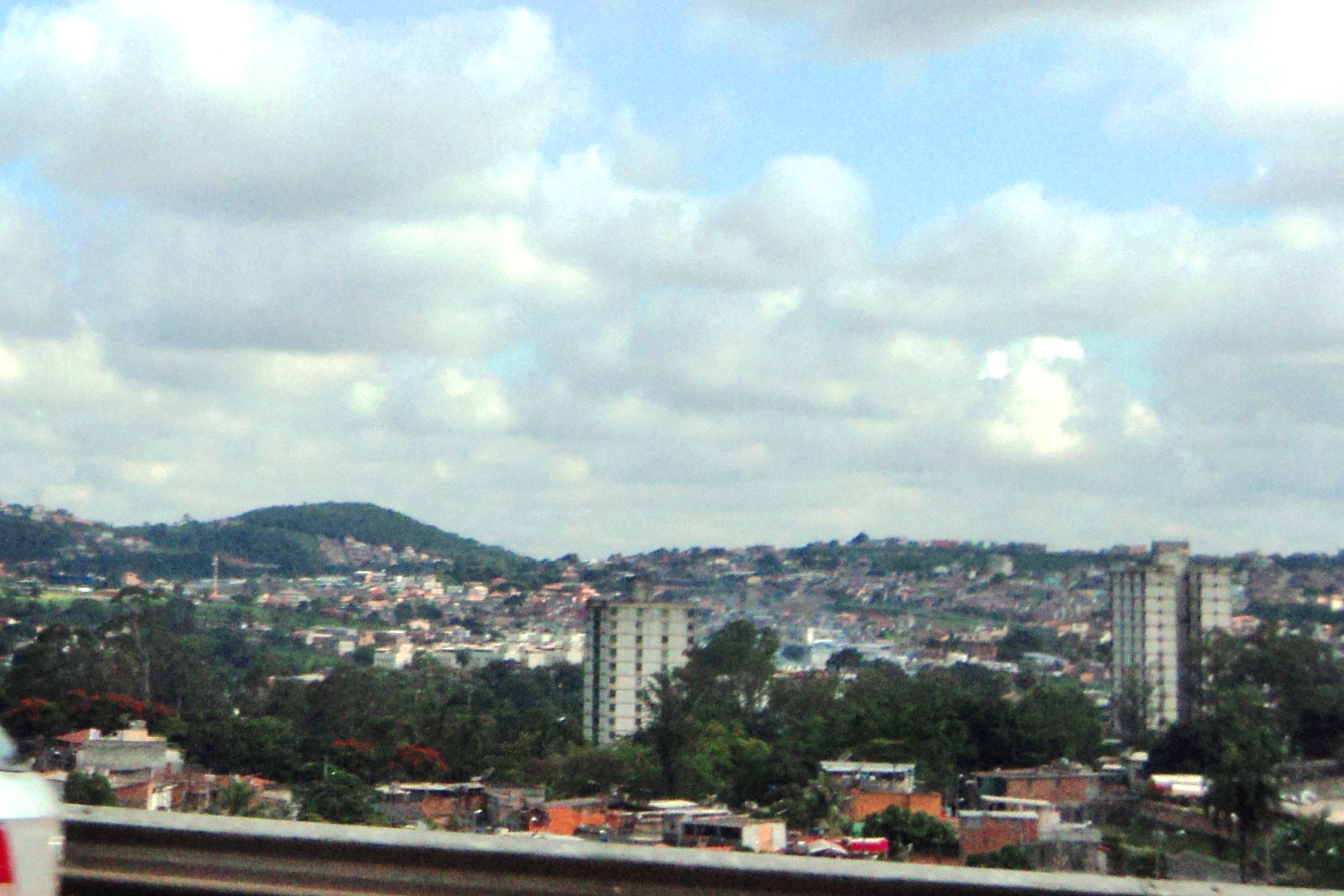
Betim

Betim là một thành phố Brasil. Thành phố Betim thuộc bang Minas Gerais. Dân số theo điều tra năm 2010 của Viện Địa lý và Thống kê Brasil là 441.748 người. Đây là thành phố đông dân thứ 44 của Brasil.